# Пољска волухарица
Пољска волухарица (лат. Microtus arvalis) је сисар из реда глодара и породице хрчкова (лат. Cricetidae).

## Распрострањење
Врста је присутна у Азербејџану, Андори, Аустрији, Белгији, Белорусији, Босни и Херцеговини, Бугарској, Грузији, Данској, Естонији, Ирану, Италији, Јерменији, Казахстану, Кини, Летонији, Литванији, Лихтенштајну, Луксембургу, Мађарској, Македонији, Молдавији, Монголији, Немачкој, Пољској, Португалу, Румунији, Русији, Словачкој, Словенији, Србији, Уједињеном Краљевству, Украјини, Финској, Француској, Холандији, Хрватској, Црној Гори, Чешкој, Швајцарској и Шпанији.

## Станиште
Пољска волухарица има станиште на копну.

## Угроженост
Ова врста није угрожена, и наведена је као последња брига јер има широко распрострањење.

### Популациони тренд
Популација ове врсте је стабилна, судећи по доступним подацима.